# Nishinomiya-Yukawa-Preis
Der Nishinomiya-Yukawa-Preis (jap. 西宮湯川記念賞, Nishinomiya Yukawa Kinenshō) ist ein alljährlich in Japan vergebener Förderpreis für theoretische Physik, der an Nachwuchsphysiker jünger als 40 Jahre für Verdienste in der Forschung verliehen wird. Der Preis ist nach dem japanischen Physiker Yukawa Hideki benannt, der 1934 in Kurakuen – einem Stadtteil von Nishinomiya – seine Abhandlung über die Existenz von Mesonen verfasste, für die er 1949 mit dem Nobelpreis für Physik ausgezeichnet wurde.

## Preisträger
- 1986: Yoneya Tamiaki für seine Forschung zur Quantengravitation auf der Basis der Stringtheorie
- 1987: Hikami Shinobu für die Einordnung von Renormierungsgruppen in die Anderson-Lokalisierung
- 1988: Yanagida Tsutomu für seine Theorie über die Masse von Neutrinos
- 1989: Onuki Akira für seine Theorie zur Dynamik komplexer Flüssigkeiten
- 1990: Katō Mitsuhiro und Ogawa Kaku für Arbeiten zur kovarianten Quantisierung der String-Theorie
1990: Nakamura Takashi für numerische Relativitätstheorie
- 1991: Ōtsuka Takaharu für seine Forschung zur Dynamik von Atomkernen nach dem Interacting Boson Model
- 1992: Kaneko Kunihiko
- 1993: Tsutsui Izumi und Harada Kōji für eine Quantenanomalien beinhaltende Eichtheorie
- 1994: Akutsu Yasuhiro und Deguchi Tetsuo
- 1995: Nakaosa Naoto für seine Eichfeldtheorie für stark korrelierte elektronische Systeme
- 1996: Okada Yasuhiro und Yamaguchi Masahiro für seine Arbeiten zur Masse von Higgs-Teilchen im Hinblick auf die Supersymmetrie-Theorie
- 1997: Hatsuda Tetsuo für seine Forschungen zu dynamischen Hadronen-Systemen in Atomkernen
- 1998: Kusano Kanya für seine Forschung zum Auftreten von Sonneneruptionen auf der Grundlage des elektro- und magnetohydrodynamischen Hamiltonschen Prinzips
- 1999: Ogata Masao für seine Forschung zu stark korrelierten eindimensionalen Elektronensystemen
- 2000: Ishibashi Nobuyuki für seine Forschung zur komplexen Superstringtheorie über Matrixmodelle und konformer Feldtheorie
- 2001: Sugiyama Naoshi für seine Forschung zur Fluktuation der kosmischen Hintergrundstrahlung
- 2002: Murayama Hitoshi
- 2003: Shimata Masaru für seine Arbeiten zur Bildung schwarzer Löcher in kombinierten Doppelstern- und Neutronensternsystemen
- 2004: Furusaki Akira für seine Forschungen zur elektrischen Leitfähigkeit in miteinander wechselwirkenden eindimensionalen Elektronen-Gittersystemen
- 2005: Shiromizu Tetsuya für seine Einsteinschen Feldgleichungen der Branenkosmologie
- 2006: Hiyama Emiko
- 2007: Moroi Takeo für seine Forschungen zum kosmologischen Einfluss des Gravitinos
- 2008: Sasamoto Tomohiro für  die exakte Lösung eines Wahrscheinlichkeitmodells für stationäre Nichtgleichgewichtszustände
- 2009: Hirano Tetsufumi für seine Forschung über Quark-Gluon-Plasma auf der Basis der relativistischen Hydromechanik
- 2010: Komatsu Eiichirō für die Verifikation der Theorie vom Anfang des Universums mithilfe kosmischer Hintergrundstrahlung
- 2011: Furusawa Chikara für seine theoretischen Arbeiten zur Zelldifferenzierung nach dem Modell chaotisch-dynamischer Systeme
- 2012: Fukushima Kenji für seine theoretischen Forschungen zum Phasenübergang von Hadronen zu Quarks
- 2013: Takayanagi Tadashi und Ryū Shinsei für ihre Forschung zur Quantenverschränkung unter Verwendung des holografischen Prinzips
- 2014: Tachikawa Yūji für die Entdeckung von Symmetriebeziehungen, die zwischen Quantenfeldtheorien bei Dimensionsabweichungen zustande kommen
- 2015: Sagawa Takahiro
- 2016: Yoshikazu Hidaka und Haruki Watanabe
- 2017: Hidenori Fukaya
- 2018: Tsutomu Kobayashi für seine Arbeiten zum Aufbau der häufigsten Einfeld-Inflationskosmologie
- 2019: Murata Kodai für seine Arbeiten zur kosmischen Teilchenphysik, die auf Multi-Messenger-Beobachtungen basiert, die sich auf energiereiche Neutrinos konzentrieren
- 2020: Ken Shiozaki, Klassifikationstheorie topologischer Kristallisolatoren und Supraleiter
- 2021: Beni Yoshida, für die Konstruktion eines holographischen dualen Modells basierend auf der Quanteninformationstheorie
- 2022: Naoki Yamamoto, Entwicklung und Anwendung der Chiral Kinetic Theory
- 2023: Kenta Fusuzaka, elektromagnetische Wellen im Zusammenhang mit Neutronensternverschmelzungen
- 2024: Takahiro Morimoto, Theoretische Untersuchung geometrisch bedingter nichtlinearer Antwortphänomene in Materialien